# Morinda subcaudata
Morinda subcaudata är en måreväxtart som beskrevs av Theodoric Valeton. Morinda subcaudata ingår i släktet Morinda och familjen måreväxter. Inga underarter finns listade i Catalogue of Life.